# Aeroportul Nisa Coasta de Azur
Aeroportul Nisa Coasta de Azur (în franceză Aéroport de Nice Côte d'Azur) (IATA: NCE, ICAO: LFMN) este un aeroport din Nisa, Arondismentul Nice, Alpes-Maritimes, Provența-Alpi-Coasta de Azur, Franța metropolitană, Franța ce deservește zona Nisa. Aeroportul a fost tranzitat în 2022 de 12.119.043 de pasageri. A fost deschis în 1944 și numit după zona deservită.
Situat la o altitudine de 4 m, aeroportul dispune de 2 piste. Este operat de Q115580080⁠(d).

## Infrastructură

### Piste
Aeroportul dispune de 2 piste. Pista 04L/22R are suprafața de Ciment și dimensiunile 2.628 m × 45 m. Pista 04R/22L are suprafața de Ciment și dimensiunile 2.960 m × 45 m. 